# Сејри (Оклахома)
Сејри (енгл. Sayre) град је у америчкој савезној држави Оклахома.

## Демографија
По попису из 2010. године број становника је 4.375, што је 261 (6,3%) становника више него 2000. године.
| Група             | 2000.         | 2010.         |
| Белци             | 2.993 (72,8%) | 2.626 (60,0%) |
| Афроамериканци    | 751 (18,3%)   | 511 (11,7%)   |
| Азијати           | 17 (0,4%)     | 57 (1,3%)     |
| Хиспаноамериканци | 220 (5,3%)    | 1.050 (24,0%) |
| Укупно            | 4.114         | 4.375         |